# ليونارد كاربنتر
ليونارد كاربنتر (بالإنجليزية: Leonard Carpenter)‏ (1948، شيكاغو في الولايات المتحدة)؛ كاتب وروائي أمريكي.